# Paraíso (El Tinto)
Paraíso (El Tinto) es un ejido del municipio de Balancán ubicado en la subregión de los Ríos del estado mexicano de Tabasco.

## Geografía
La localidad se ubica a 48.2 kilómetros (en dirección noreste) de la localidad de Balancán de Domínguez, la cabecera y lugar más poblado del municipio. Se sitúa en las coordenadas geográficas 17°35′13″N 91°08′35″O / 17.586944, -91.143056, a una elevación de 50 metros sobre el nivel del mar.

## Demografía
Según el Conteo de Población y Vivienda 2020, efectuado por el Instituto Nacional de Estadística y Geografía, la localidad de Paraíso (El Tinto) tiene 546 habitantes, de los cuales 278 son del sexo masculino y 268 del sexo femenino. Su tasa de fecundidad es de 2.94 hijos por mujer y tiene 154 viviendas particulares habitadas.
| Gráfica de evolución demográfica de Paraíso (El Tinto) entre 1970 y 2020 |
|                                                                          |
| INEGI.                                                                   |